# Géographie de la Sierra Leone
La géographie de la Sierra Leone est celle d'un pays de 71 740 km2 s'étendant entre la Guinée, le Liberia et l'océan Atlantique, en Afrique de l'Ouest.
Une grande partie de la côte est composée de marécages de palétuviers, à l'exception de la péninsule où se trouve la capitale Freetown. Le reste du pays est principalement un plateau couvert de forêts, se trouvant à environ 300 mètres d'altitude. À l'est se trouvent des montagnes, dont la plus haute est Loma Mansa, culminant à 1 948 mètres.
Le climat est tropical, la saison des pluies va de mai à décembre et la saison sèche de décembre à avril.
Les principales villes sont Freetown, Koidu (Sefadu), Bo, Kenema et Makeni.

## Géographie physique

### Topographie
Relief : mangroves le long de la côte, collines, plateau, montagnes à l’est.

### Géologie
Ressources naturelles : diamants, minerai de titane, bauxite, minerai de fer, or, chromite.

### Climat
tropical, chaud et humide; été pluvieux (mai à décembre), hiver sec (décembre à avril).